# Bailey Brooks
Bailey Brooks (Atlanta, Georgia; 9 de enero de 1982) es una actriz pornográfica y modelo erótica estadounidense.

## Biografía
Bailey Brooks, nombre artístico de Lesel Marie Hord, nació en el estado estadounidense de Georgia en enero de 1982 en una familia con raíces británicas y rusas. No hay suficientes datos biográficos sobre su vida anteriores a 2007, cuando inició una carrera como modelo erótica que, más tarde, derivó en la de actriz pornográfica, debutando como tal a los 25 años.
Como actriz, ha trabajado para productoras como Bangbros, Evil Angel, Pure Play Media, Hustler, Pink Visual, 3rd Degree, Reality Kings, Kink.com, Sin City, Club Jenna, Wicked, Brazzers, Twistys, New Sensations o Zero Tolerance, entre otras.
En 2009 recibió su única nominación en los Premios AVN, en la categoría de Artista femenina no reconocida del año.
Apenas estuvo una década en activa, retirándose en 2016 con más de 180 películas como actriz.

## Premios y nominaciones
| Año  | Ceremonia   | Resultado | Premio                                 | Trabajo |
| ---- | ----------- | --------- | -------------------------------------- | ------- |
| 2009 | Premios AVN | Nominada  | Artista femenina no reconocida del año | —       |